# Хвойный (Красное Село)
Хво́йный — населённый пункт, расположенный к северо-западу от автомобильной дороги Телези — Тайцы. Согласно административно-территориальному делению Санкт-Петербурга, является территориальной зоной города Красное Село Красносельского района города федерального значения Санкт-Петербурга; согласно административно-территориальному делению Ленинградской области, расположен на территории Гатчинского муниципального округа Ленинградской области. Фактически управляется Правительством Санкт-Петербурга.

## История
В советское время на территории Хвойного находилась войсковая часть (2-я дивизия ПВО), вокруг которой была предусмотрена полоса отчуждения.
В начале 1970-х годов офицерским семьям разрешили использовать территорию, окружающую городок, для огородничества и садоводства. Под сельское хозяйство было выделено пять гектаров земли.
Указом Президиума Верховного Совета РСФСР от 1 марта 1978 года посёлок Хвойный Гатчинского района Ленинградской области был передан в административное подчинение Красносельскому районному Совету народных депутатов Ленинграда.
25 декабря 1996 года был принят Закон Санкт-Петербурга «О территориальном устройстве Санкт-Петербурга» № 186-59, который определил границу Санкт-Петербурга и Ленинградской области. Согласно этому закону посёлок Хвойный оказывался за пределами Санкт-Петербурга.
В 1998 году при уточнении границ муниципальных образований по распоряжению губернатора Санкт-Петербурга Владимира Яковлева был проведён опрос жителей посёлка Хвойный и жителей Красносельского района Санкт-Петербурга, в соответствии с решением граждан был принят Закон Санкт-Петербурга «О внесении дополнения в закон Санкт-Петербурга „О территориальном устройстве Санкт-Петербурга“» № 177-33 от 22 июля 1998 года, которым в закон № 186-59 в абзац с описанием границ города Красное Село включались слова «а также отдельно расположенный посёлок Хвойный». Дополнений в пункт, описывающий границу Санкт-Петербурга с Гатчинским районом Ленинградской области, внесено не было.
25 декабря 1998 года Правительством Санкт-Петербурга было принято постановление «О границах административных районов Санкт-Петербурга» № 40, в которым были указаны границы посёлка Хвойный:

Кроме того, в состав территории Красносельского административного района входит территория посёлка Хвойный, его граница идёт по подъездной автодороге от шоссе Телези — Тайцы на северо-восток 700 м, включая её, далее на север по границе с землями совхоза «Тайцы» 313 м, на северо-восток 1350 м, на юго-восток 89 м, на юг 922 м, а также включая участок подъездной автодороги на Тайцы протяжённостью 300 м, на запад 185 м, на юго-запад 692 м, затем граница идёт по границе с землями Гатчинского мехлесхоза на запад 469 м, далее по границе с землями совхоза «Тайцы» на север 676 м, на запад 299 м до подъездной автодороги.
…

В 2000 году был принят Закон Санкт-Петербурга № 552-64 «О мировых судьях Санкт-Петербурга», в котором, в частности, территория посёлка Хвойный относилась к судебному участку № 108, а границы описывались следующим образом: «…Кроме того, в границы судебного участка входит пос. Хвойный, расположенный на территории Гатчинского района Ленинградской обл., граница которого проходит от автодороги Телези — Тайцы на север 220 м, затем на северо-восток 655 м, на восток 480 м, на юг 1075 м, затем идёт на северо-запад 635 м и на север до пересечения с автодорогой Телези — Тайцы».
В 2004 году был принят Закон Ленинградской области «Об установлении границ и наделении соответствующим статусом муниципального образования Гатчинский муниципальный район и муниципальных образований в его составе», в котором граница с посёлком Хвойный не упоминается: согласно закону территория посёлка расположена в Таицком городском поселении Гатчинского района.
В 2005 году был принят закон Санкт-Петербурга «О территориальном устройстве Санкт-Петербурга» № 411-68:

Граница Красносельского района Санкт-Петербурга с Гатчинским районом Ленинградской области проходит от автодороги Телези — Тайцы на север 220 м, затем на северо-восток 655 м, на восток 480 м, на юг 500 м, затем идёт на юго-запад 1075 м, далее на северо-запад 635 м и на север до пересечения с автодорогой Телези — Тайцы (населённый пункт Хвойный).
…
Кроме того, в границы указанного муниципального образования входит населённый пункт Хвойный, граница которого проходит от автодороги Телези — Тайцы на север 220 м, затем на северо-восток 655 м, на восток 480 м, на юг 500 м, затем идёт на юго-запад 1075 м, далее на северо-запад 635 м и на север до пересечения с автодорогой Телези — Тайцы (граница с Гатчинским районом Ленинградской области).
…

Была обозначена соответствующая граница между Санкт-Петербургом и Гатчинским районом, однако, при этом площадь посёлка оказалась сокращена: за границей Санкт-Петербурга оказались водозаборная скважина Хвойного, очистные сооружения и садово-огородные участки. В том же году администрация Гатчинского района приняла решение предоставить 5 га земли, на которой находились огороды, в аренду.
В 2006 году глава администрации Гатчинского района Александр Худилайнен поднял вопрос о правовом статусе посёлка Хвойный.
В 2008 году администрация Гатчинского района продлила договор аренды занятых огородами участков, и они были выставлены на продажу. 31 декабря 2008 года Постановлением Правительства Санкт-Петербурга № 1677 «О внесении изменений в постановление Правительства Санкт-Петербурга от 6 февраля 2006 года № 117» в Реестр названий объектов городской среды Санкт-Петербурга была добавлена территориальная зона Хвойный: город Красное Село — «северо-восточнее дор. Телези — Тайцы».
В комитете по земельным ресурсам не смогли дать разъяснения, на основании каких именно заявок были откорректированы границы. По словам зампредседателя КЗР Николая Филина, «в любом случае произошло недоразумение, которое должно быть исправлено». Комитет подготовил проект дополнительного соглашения между губернаторами Санкт-Петербурга и Ленинградской области, по которому посёлок Хвойный должен приобрести прежние размеры.
В 2025 году стало известно, что единственная в Хвойном школа (дом 115), построенная в 1962 году, будет снесена, а взамен будет построена новая школа.

## Фото

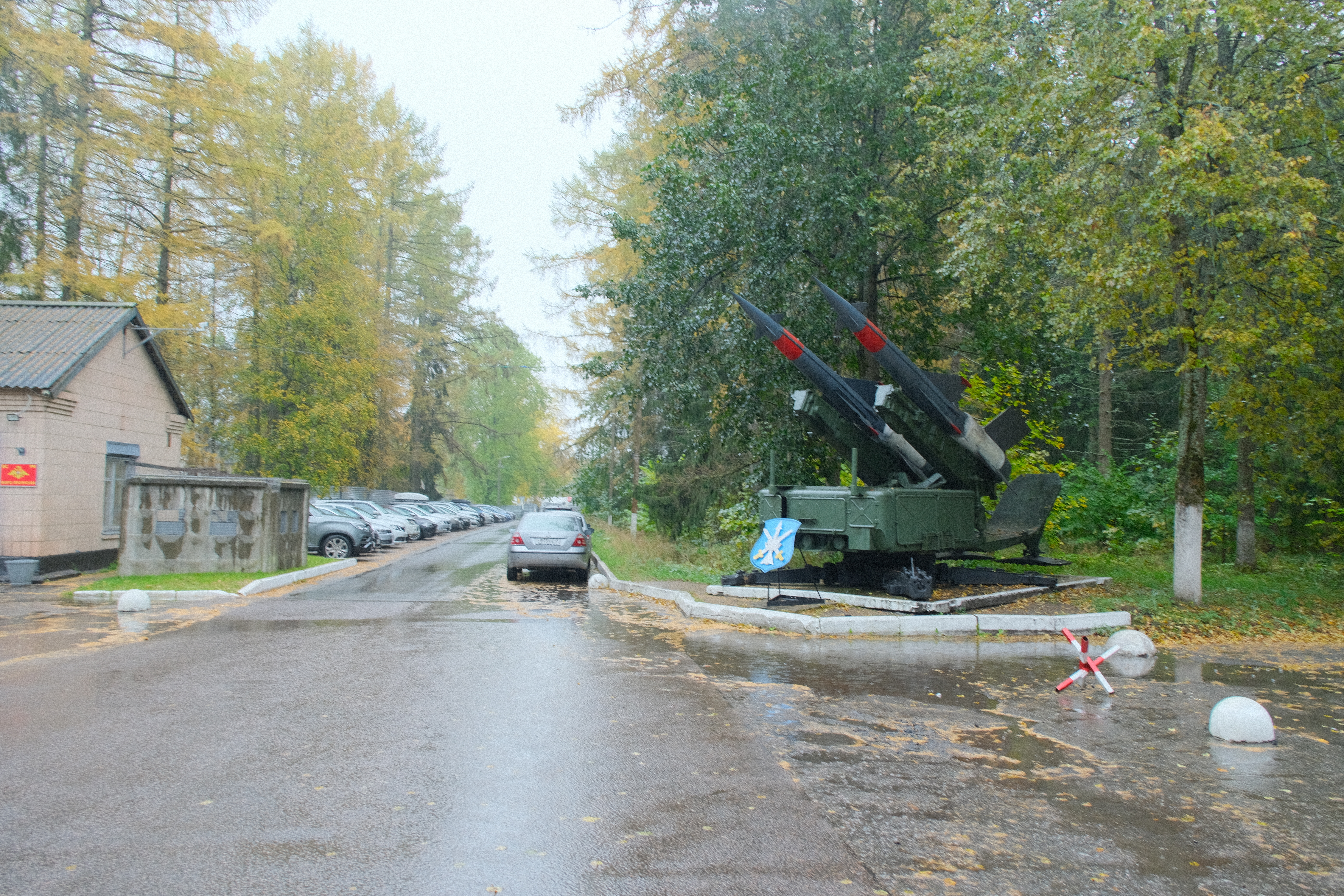
Экспозиция военной техники при въезде в гарнизон
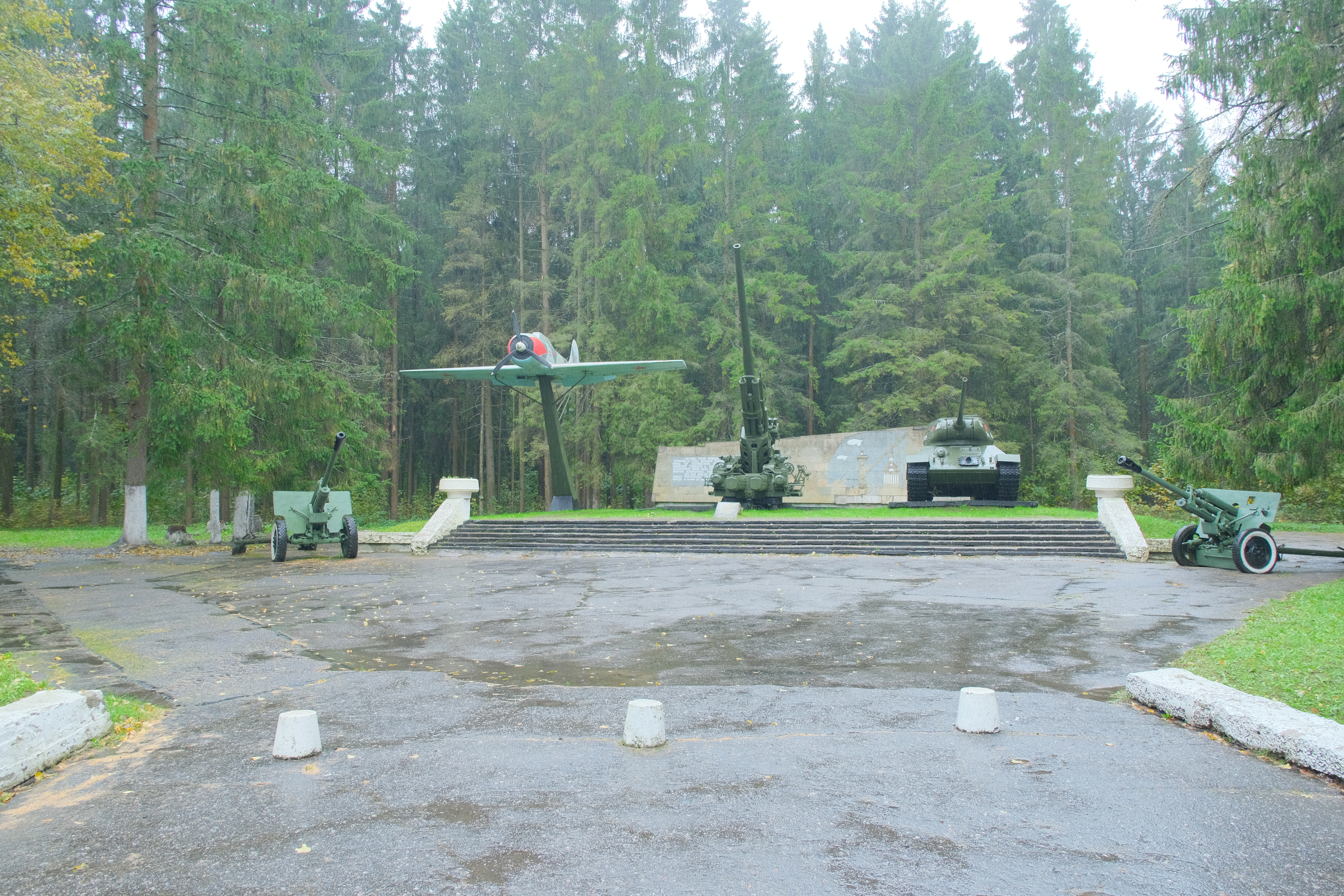
Экспозиция военной техники при въезде в гарнизон
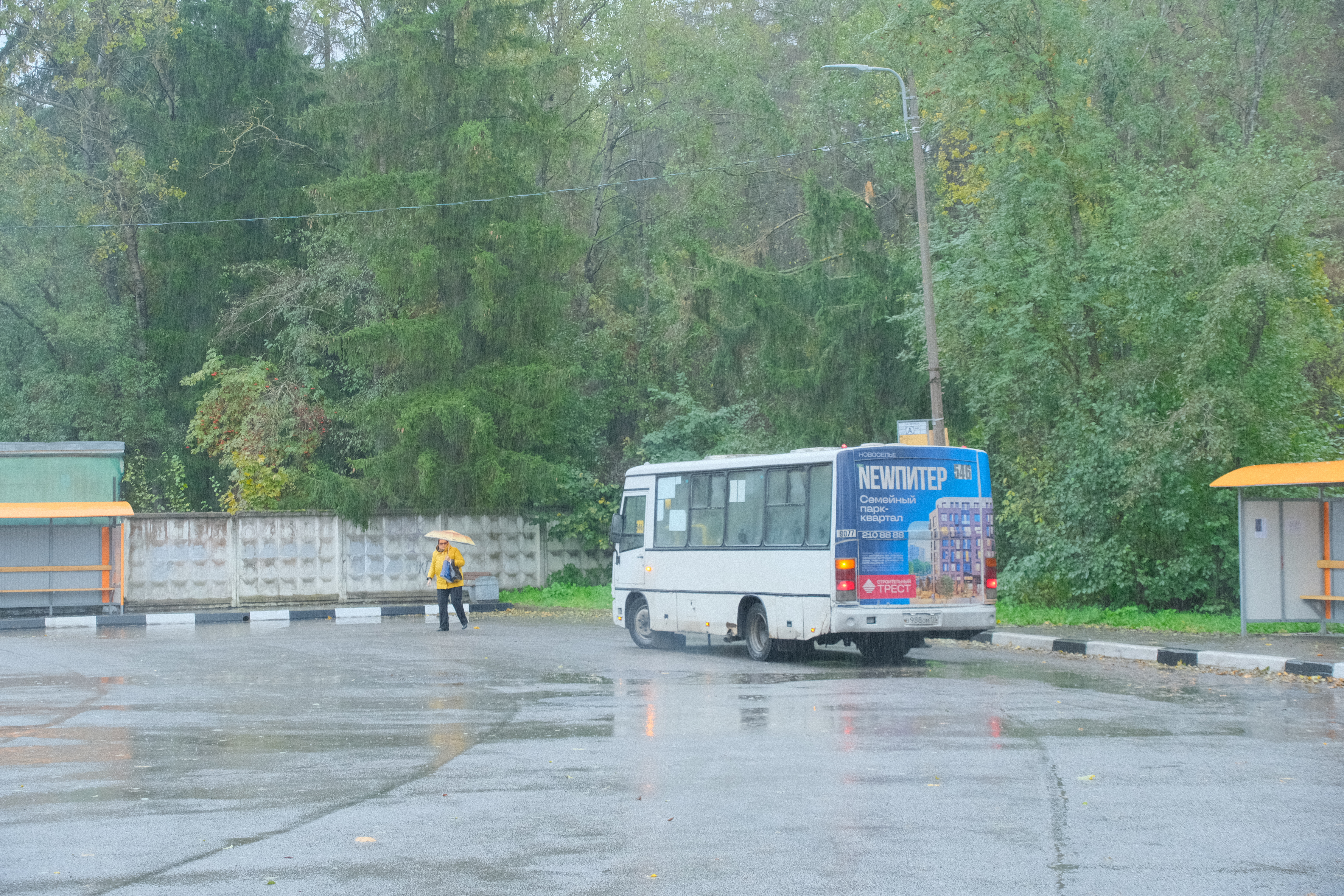
Конечная остановка автобуса ст. Тайцы — пос. Хвойный